# Cerithiopsis vanhyningi
Cerithiopsis vanhyningi là một loài ốc biển, động vật chân bụng trong họ Cerithiopsidae, được tìm thấy ở Vịnh Mexico và Biển Caribe. Nó được Bartsch mô tả năm 1918.

## mô tả
Chiều dài tối đa của vỏ ốc được ghi nhận là 3 mm.

## Môi trường sống
Độ sâu tối thiểu được ghi nhận là 15 m. Độ sâu tối đa được ghi nhận là 15 m.